# Banya
Hell's Angel Delivery Man - Banya (폭주배달부 반야?, Pok Ju Baedal Bu BanyaLR) — meglio noto come Banya — è un manhwa d'avventura del 2004 edito da Haksan Publishing, ideato e disegnato dall'autore Kim Yung Oh. La storia è stata raccolta in Italia in 5 volumi ad opera dell'editore Flashbook.
L'autore ha affermato di aver dedicato il manhwa a tutti i corrieri, lavoratori di cui ammira l'impegno indefesso.

## Ambientazione
Siamo catapultati in un mondo fantastico che rievoca il medioevo orientale. Non tutti sono possibilitati a grandi traversate nei deserti, tra le foreste o sulle montagne (luoghi caratteristici dell'opera) per recapitare messaggi poiché le guerre sono la maggiore preoccupazione, perciò chiunque può affidarsi ad un corriere. Quest'ultimo si farà carico della consegna, qualunque essa sia, e la porterà a termine pur affrontando i pericoli mortali che si celano lungo il tragitto.
Non importa quale sia la destinazione basta solo che il committente... paghi.

### Torren
Nella terra selvaggia di Gaia si sono presto imposti come popolazione belligerante e nemica degli uomini i Torren, creature mostruose simili agli orchi che, dotati di grande forza fisica e resistenza alle fatiche, si sono organizzati in bande ed infestano le vie rendendo ancora più difficili le comunicazioni.

## Trama
Banya lavora come corriere assieme all'amico Kong e all'autoritaria Mei. Per lui il lavoro viene prima di tutto e questo lo rende un agente di consegna super partes: senza alcun schieramento politico o ideale a muoverlo; tuttavia non sempre è così: il ragazzo è infatti molto legato ai due amici e dimostra in più occasioni di tenere molto più a loro che alla propria incolumità. Quando poi Kong stringe amicizia con Mido, una bambina dotata del potere di domare ed evocare mostri e perciò ricercata dall'esercito, Banya si dichiara disposto ad aiutare l'amico e la ragazzina a sfuggire agli scagnozzi che sono sulle sue tracce. Durante il confronto con i soldati, in Banya si risvegliano ricordi da tempo sopiti e il ragazzo - entrato in stato berserker - combatte da vero mostri assetato di sangue. Quando il corriere riprende conoscenza scopre che Mido è stata rapita e che Kong è gravemente ferito.
Dopo aver affidato l'amico alle cure di Mei, Banya si allontana dalla stazione di posta, risoluto a scoprire di più sul suo passato, salvare Mido e tenere i soldati lontano dai suoi amici.
Contemporaneamente le fazioni protagoniste del paese fanno le loro mosse: da un lato Kamutu, comandante del corpo militare segreto al servizio dell'imperatore, ricerca tra le persone da lui rapite quella coi poteri magici più forti ed in grado di domare anche i mostri più spaventosi, il tutto in vista di poter un giorno domare il Dio della Distruzione, mostruosa creatura il cui avvento si avvicina; dall'altro vi sono i monaci che, ben consapevoli del risveglio del Dio, ordinano a Jiahn, monaca invocatrice, di mettersi in viaggio verso la Terra della Morte per placare il Dio drago.
Durante il suo viaggio Banya si imbatte in Jiahn, la cui scorta è caduta sotto i colpi degli uomini di Kamutu, e in Muah, spadaccino errante accompagnato da una spada magica parlante e costantemente assetata di sangue. I tre decidono di viaggiare assieme e giunti alla Terra della Morte ritrovano Mido, riuscita a fuggire al suo carceriere. Kamutu li raggiunge poco dopo e dà inizio alla battaglia.
Il comandante riconosce Banya e gli rivela che egli altri non è che una sua creatura, nata solo come macchina da guerra per uccidere a suo piacimento e che è divenuto un corriere solo dopo essersi ribellato a lui. Banya, sebbene posseduto dalla sua demoniaca sete di sangue, respinge il suo istinto omicida e si batte affermando la sua nuova identità; lo affianca Muah che, dopo essere stato ferito mortalmente un paio di volte, rivela la sua natura di guerriero immortale. Quando però i duellanti vengono attaccati da mostri, Kamutu ne approfitta per rapire le due invocatrici e abbandonare i due avversari. Rimasto solo, Banya raccoglie la spada di Muah e si dirige verso lo scontro finale con Kamutu.
Nell'antro del drago Dio della Distruzione riappare agli occhi increduli degli umani Muah; questi rivela di essere la reincarnazione umana del drago distruttore e di non aver intenzione di mettersi al servizio del malvagio comandante. Quando poi Kamutu minaccia Mido e Jiahn, Banya finisce l'ex padrone e si dichiara pronto ad affrontare anche il drago, se questi ha intenzione di porre fine al mondo come dice la leggenda. Muah allora racconta il perché della sua risoluzione: un tempo al servizio degli uomini, venne coinvolto in una guerra; alla fine del conflitto perse la sua padrona ed invocatrice; adirato col genere umano ne decise l'eliminazione, ma poi preferì mescolarsi ad esso per tentare di capirlo e forse scusarlo.
Distolto il Dio della distruzione dai suoi propositi, lasciata Jiahn nella Terra della Morte per pregare per i caduti a Banya non resta che tornare da Mei e Kong assieme alla giovane Mido.

## Personaggi

### Corrieri
Banya
L'eroe protagonista dell'avventura si troverà in situazioni rischiose poiché braccato da nemici a lui ostili data l'importanza della consegna. Durante la storia si scoprirà che Banya è stato una macchina da guerra vivente al servizio di Kamutu e che solo l'amnesia causata dalla caduta dal dirupo voluta dall'ex padrone ci si era ribellato ha portato il ragazzo a dimenticare il suo passato..
Mei
Una ragazza furba e facilmente irritabile; amica d'infanzia di Banya che ha portato il ragazzo a diventare un corriere. Vive assieme a Banya e Kong sui quali ha una notevole autorità.
K'ong
Un giovane collega ed amico di Banya. Nel corso della storia si dimostrerà pieno di risorse.

### Altri personaggi
Jiahn
Monaca dalle capacità di invocatrice. Viene liberata dai suoi fratelli d'ordine grazie alle indicazioni del Sommo consegnate da Banya durante un assalto dei Torren al monastero. Cresciuta come monaca in preparazione al suo destino di domatrice del Dio della Distruzione, Jiahn è per questo pronta a sacrificare la sua stessa vita se necessario.
Muah
Guerriero errante accompagnato da una spada demoniaca dall'inestinguibile sete di sangue e dalla vivace parlantina. Immortale, ogni sua ferita si rigenera.
Kamutu
Comandante del corpo militare imperiale, aspira in realtà a governare Gaia e per fare ciò è disposto a setacciare ogni villaggio e rapire qualunque persona con abilità magiche, pur di trovare chi sia capace di poter comunicare col drago Dio della Distruzione. Privo di scrupoli, ricorda con astio il giorno in cui "Occhi rossi" (Banya), la sua creatura, lo ferì deturpandogli il viso.
Mido
Fin dalla nascita il dono singolare di comunicare con mostri e altre creature non umane l'ha resa una bambina del tutto particolare. Rapita dai soldati di Kamutu, cerca più volte la fuga, finché non troverà in Kong e Banya due abili alleati.

## Stile
Lo stile di Kim Young Oh si dimostra pulito e migliorato dal suo primo lavoro: Bal Jak. L'autore è molto abile nell'applicare i retini pur non facendone un eccessivo uso come alcuni autori coreani. Il tratto particolareggiato nei primi piani si rifà molto allo stile di Takehiko Inoue, mangaka ideatore delle note opere fumettistiche Vagabond e Slam Dunk.

## Volumi
| Numero                      | Data              | ISBN originale | Data Italiana     | ISBN Italia   |
| --------------------------- | ----------------- | -------------- | ----------------- | ------------- |
| Banya 1 (폭주배달부 반야 1) | 25 agosto 2004    | 8-95-295881-0  | 1º dicembre 2006  | 9788889583913 |
| Banya 2 (폭주배달부 반야 2) | 25 dicembre 2004  | 8-95-296377-6  | 12 febbraio 2007  | 9788889583920 |
| Banya 3 (폭주배달부 반야 3) | 25 aprile 2005    | 8-95-296840-9  | 27 aprile 2007    | 9788889583937 |
| Banya 4 (폭주배달부 반야 4) | 25 settembre 2005 | 8-95-297364-X  | 29 giugno 2007    | 9788889583944 |
| Banya 5 (폭주배달부 반야 5) | 25 marzo 2006     | 8-95-298171-5  | 11 settembre 2007 | 9788889583951 |